# Blotiella isaloensis
Blotiella isaloensis là một loài dương xỉ trong họ Dennstaedtiaceae. Loài này được J.P.Roux mô tả khoa học đầu tiên năm 2009.
Danh pháp khoa học của loài này chưa được làm sáng tỏ. 